# فيتكوسو
فيتكوسو هي كومونا تقع في مقاطعة فروزينوني في منطقة لاتسيو الإيطالية، وتقع على بعد حوالي 130 كيلومترا (81 ميلا) جنوب شرق روما وحوالي 50 كيلومترا (31 ميلا) شرق فروزينوني.
يحد فيتكوسو البلديات التالية: أكوافونداتا، سيرفارو، كوكنا كالسالي، بوزيلي، سان فيتوري ديل لاتسيو، فاليروتوندا.